# جيسي هوتش
جيسي هوتش هو ممثل كندي، ولد في 12 فبراير 1981 بألبرتا في كندا.

## أعمال

### أفلام
- (2003) فريدي ضد جايسون[2]
- (2004) تأثير الفراشة[3]
- (2013) إعادة التحميل
- (2014) رود كيل

### مسلسلات
- في
- كان ياما كان
- كايل إكس واي

## وصلات خارجية
- جيسي هوتش على موقع IMDb (الإنجليزية)
- جيسي هوتش على موقع ألو سيني (الفرنسية)
- جيسي هوتش على موقع أول موفي (الإنجليزية)
- جيسي هوتش على موقع قاعدة بيانات الفيلم (الإنجليزية)
- جيسي هوتش على موقع كينوبويسك (الروسية)